# Uciechów (Gran Polonia)
Uciechów es un pueblo en el distrito administrativo de la gmina de Odolanów, comprendida en el distrito de Ostrów Wielkopolski, Voivodato de Gran Polonia, en el centro oeste de Polonia., Se encuentra aproximadamente a 6 kilómetros al oeste de Odolanów, a 13 kilómetros al sureste de Ostrów Wielkopolski, y a 104 kilómetros al sureste de la capital regional Poznań.